# خط اصلی ساحل غربی

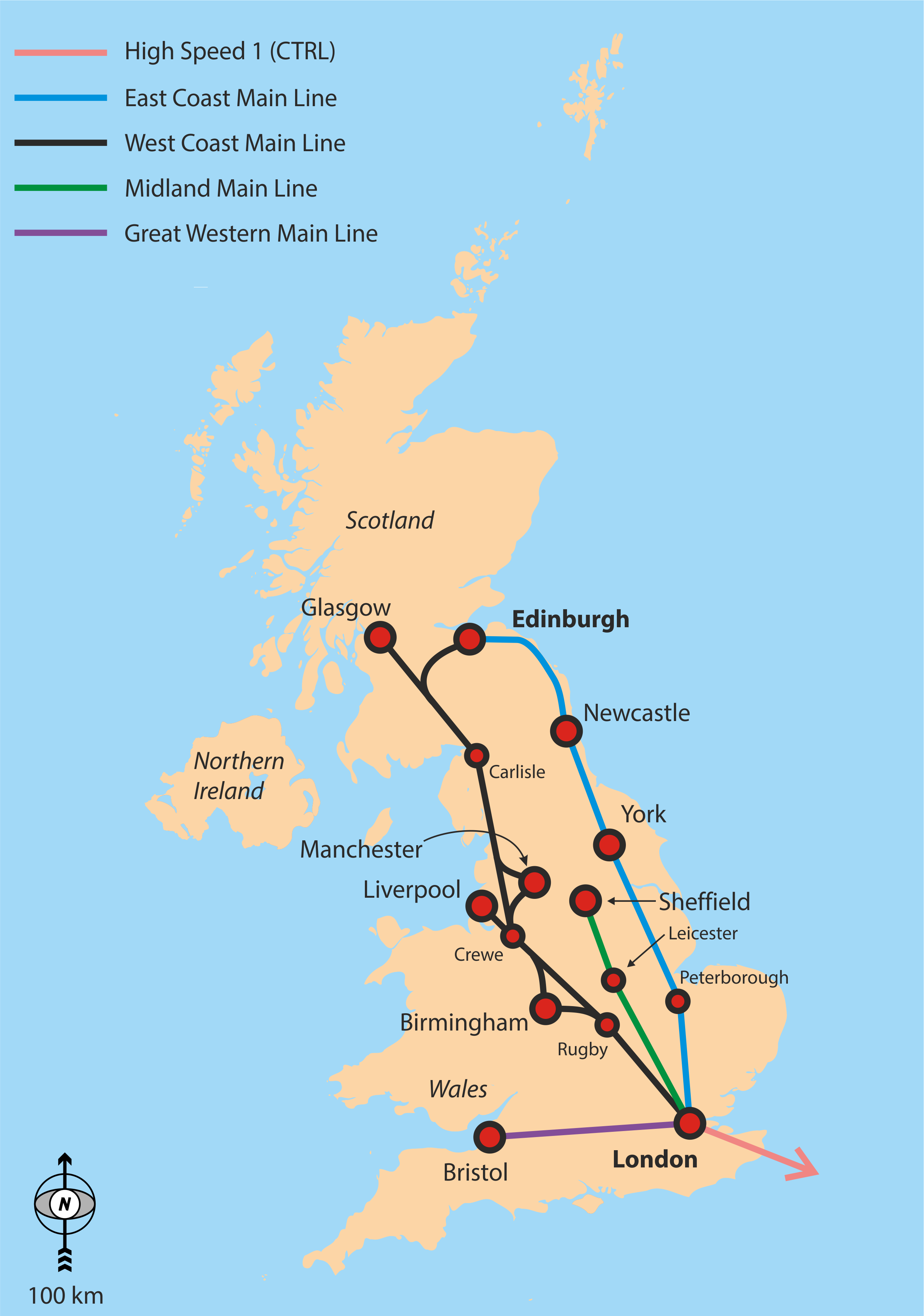
خط اصلی ساحل غربی (خط مشکی)

خط اصلی ساحل غربی (به انگلیسی: West Coast Main Line) یکی از خطوط اصلی راه‌آهن در کشور بریتانیا است.
این خط که از نوع قطار تندرو است از شهر لندن شروع شده و پس از عبور از ۵۱ ایستگاه در شهر گلاسکو به پایان میرسد.

## شهرهای مهم
- لندن
- بیرمنگام
- منچستر
- لیورپول
- گلاسگو
- ادینبرو